# Europäisches Museum für Modernes Glas
Das Europäische Museum für Modernes Glas im Schlosspark Rosenau in Rödental zeigt eine der europaweit bedeutendsten Sammlungen an moderner Kunst aus Glas. Künstlerisch gestaltetes Gebrauchsglas, abstrakte und figürliche Skulpturen sowie raumgreifende Installationen dokumentieren die Entwicklung des modernen Glases von den Anfängen der Studioglasbewegung in den 1960er Jahren bis in die Gegenwart. Die stetig wachsende Kollektion wird durch eine Sammlung moderner Keramik ergänzt. Das Europäische Museum für Modernes Glas ist ein Zweigmuseum der Kunstsammlungen der Veste Coburg.

## Geschichte des Museums und der Sammlung

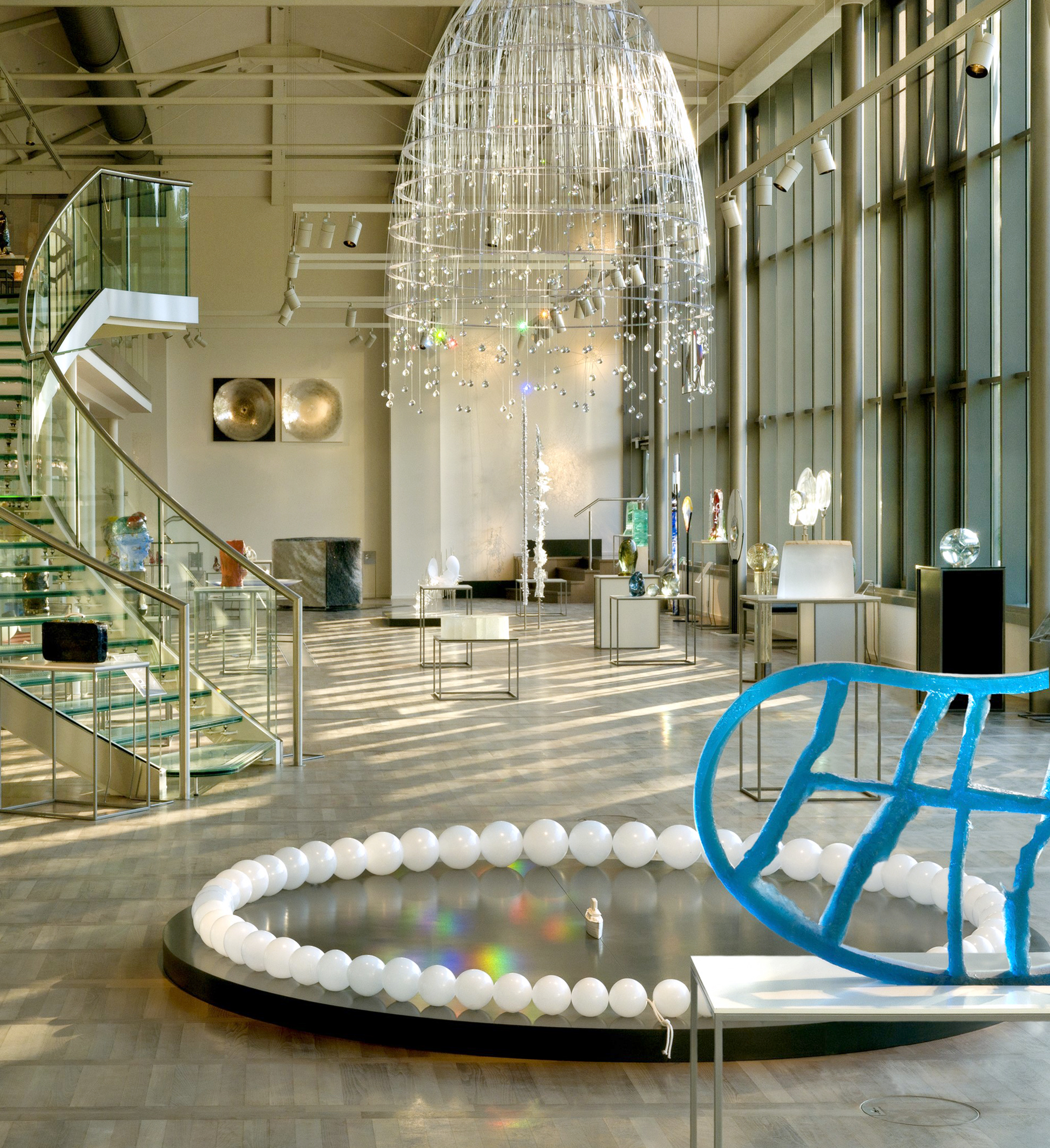
Europäisches Museum für Modernes Glas, Hauptsaal

Das Europäische Museum für Modernes Glas wurde im Oktober 2008 in einem lichten Neubau im Schlosspark Rosenau eröffnet. Zuvor war die Sammlung in der gegenüber liegenden Orangerie als „Museum für Modernes Glas“ untergebracht. Bei dessen Eröffnung im Jahr 1989 war es das erste Museum in Mitteleuropa, das speziell dem modernen Glas gewidmet war.
Bereits in den 1960er Jahren hatten die Kunstsammlungen der Veste Coburg begonnen, ihre international renommierte Sammlung historischen Glases gezielt um zeitgenössische Glaskunst zu ergänzen, um auf diese Weise einen Bogen zur Moderne zu schlagen. Der weitere Aufbau und die herausragende Qualität der Sammlung sind untrennbar mit dem Coburger Glaspreis verbunden: Werke, die für diesen Kunstpreis in den Jahren 1977, 1985, 2006 und 2014 nominiert wurden, bilden den Kern der modernen Glassammlung.

### Der Coburger Glaspreis

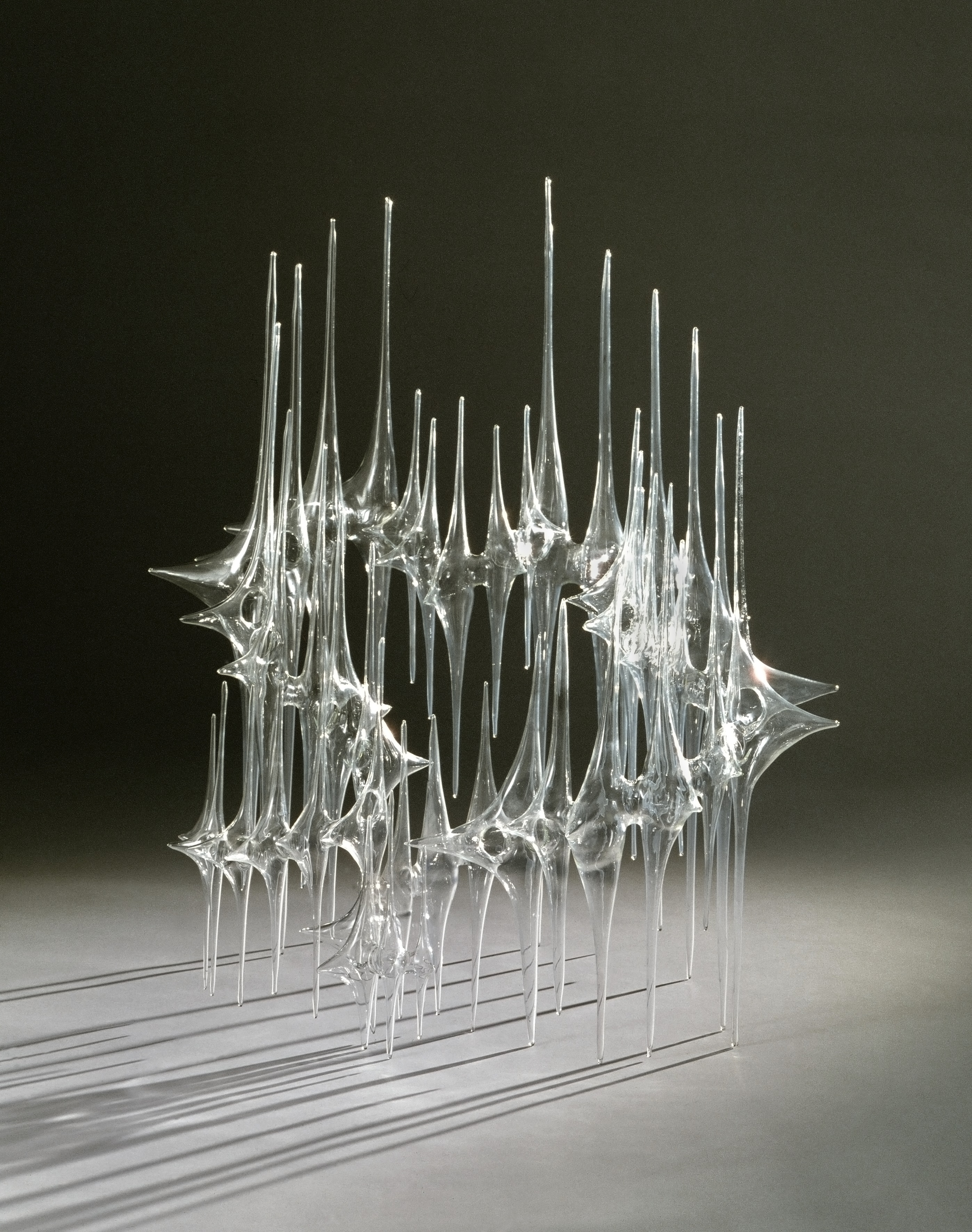
Vĕra Lišková: Glasskulptur „Musik“ (1. Coburger Glaspreis 1977)

Der Coburger Glaspreis wurde 1977 vom damaligen Direktor der Kunstsammlungen, Heino Maedebach (1960–1978), als weltweit erster Wettbewerb für moderne Glasgestaltung ins Leben gerufen. Er wird von den Kunstsammlungen der Veste Coburg in Intervallen von zumeist acht Jahren ausgeschrieben und richtet sich an Künstler, die aus Europa stammen oder dort leben. Die nominierten Arbeiten werden jeweils in Form einer großen Ausstellung präsentiert. Der bisher fünfmal durchgeführte Wettbewerb gewann dadurch besondere Bedeutung, dass er die jeweils neuen Tendenzen und Entwicklungen der modernen Kunst aus Glas spiegelte und damit wichtige Impulse für die weitere Entwicklung gab.
Bereits der 1. Coburger Glaspreis 1977 trug entscheidend zur Verbreitung und Anerkennung der sogenannten Studioglasbewegung bei, die sich durch Einsatz kleiner Brennöfen vom herkömmlichen Glashüttenbetrieb unabhängig gemacht und auch in gestalterischer und funktionaler Hinsicht mit dem herkömmlichen Verständnis des Werkstoffs Glas gebrochen hatte. Coburg entwickelte sich durch den Glaspreis schlagartig zu einem international beachteten Standort für moderne Kunst aus Glas – dies umso nachhaltiger, als zahlreiche der nominierten Objekte dauerhaft für die Kunstsammlungen erworben werden konnten. Von zentraler Bedeutung war der Coburger Glaspreis auch für die osteuropäische Glaskunst, denn diese fand hier ein wichtiges Forum und die Möglichkeit zum Austausch mit anderen europäischen Künstlern. Ein bedeutendes Beispiel dafür ist die von der Tschechin Véra Lišková (1924–1985) geschaffene, mit einem Ehrenpreis ausgezeichnete Skulptur Musik, die aus unzähligen, miteinander verschmolzenen Glasröhren besteht. Lišková war die erste Künstlerin, die in der traditionellen Lampenglas-Technik großformatige Objekte fertigte – sie zeichnete damit einen Weg vor, der erst zwei Jahrzehnte später von internationalen Künstlern aufgegriffen wurde. Den ersten Preis gewann indes die deutsch-schwedische Künstlerin Ann Wolff (geb. 1937) mit zwei Objekten, bei denen sie eine neuartige Ätztechnik angewandt hatte.

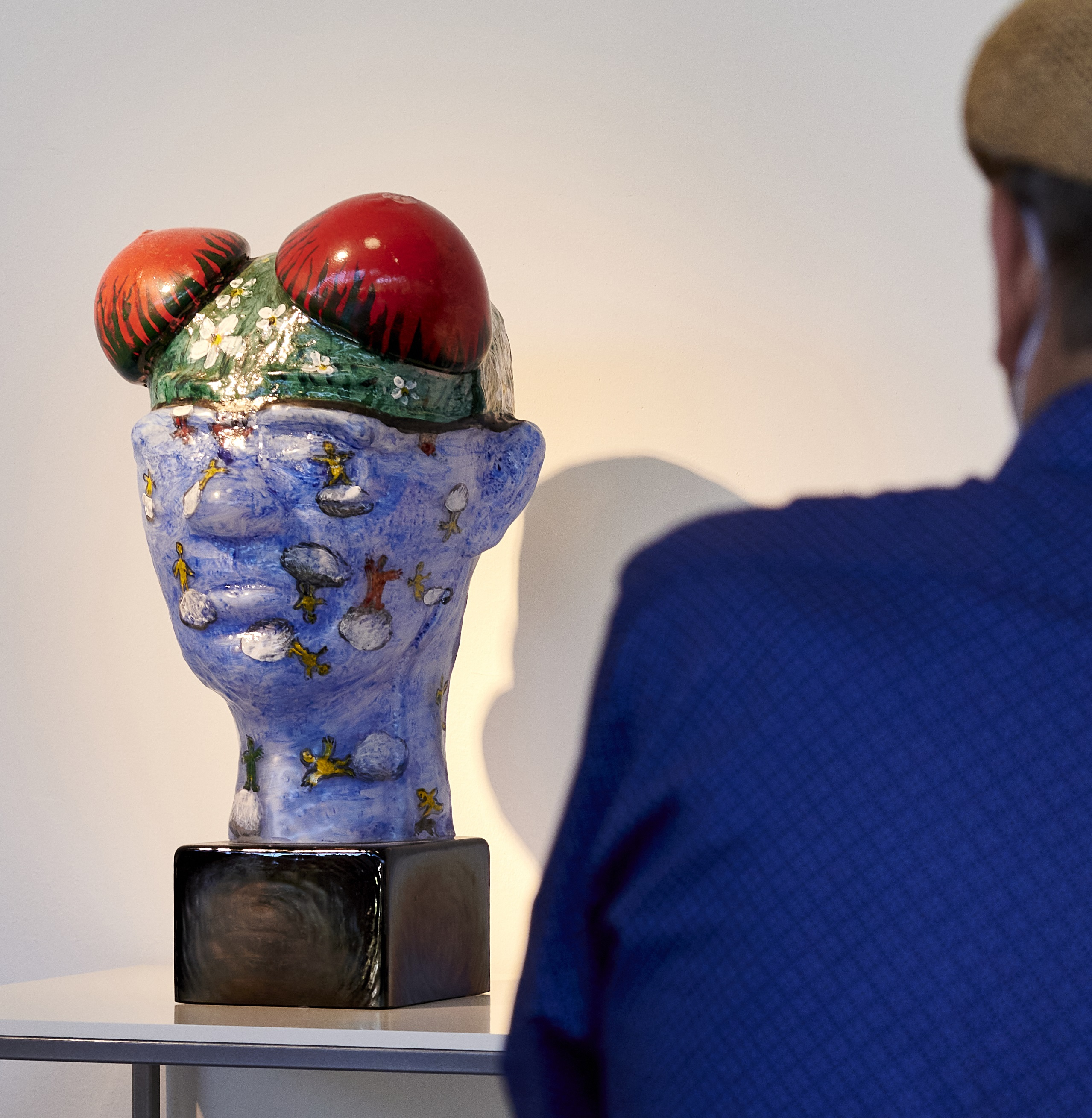
Erwin Eisch: Glaskopf „Mr. Kawakami“ (2. Coburger Glaspreis 1985)

Beim 2. Coburger Glaspreis 1985 bewarben sich 636 Künstler mit insgesamt 4.000 Arbeiten. Im Vergleich zu den 1970er-Jahren, in denen noch in großer Zahl geblasene Hohlgefäße, meist Schalen, sowie Glasbilder und -gemälde, gefertigt wurden, zeigte sich nun verstärkt eine Tendenz zum skulpturalen Werk. Den ersten Preis gewann der Mitbegründer der Studioglasbewegung, Erwin Eisch (1927–2022), mit einem bemalten Kopf aus Glas (Mr. Kawakami). Daneben dominierten abstrakte Skulpturen. Die Coburger Sammlung war nach dem 2. Glaspreis auf rund 600 Objekte angewachsen, was in der Folge zur Einrichtung des Zweigmuseums in der Rosenau führte.

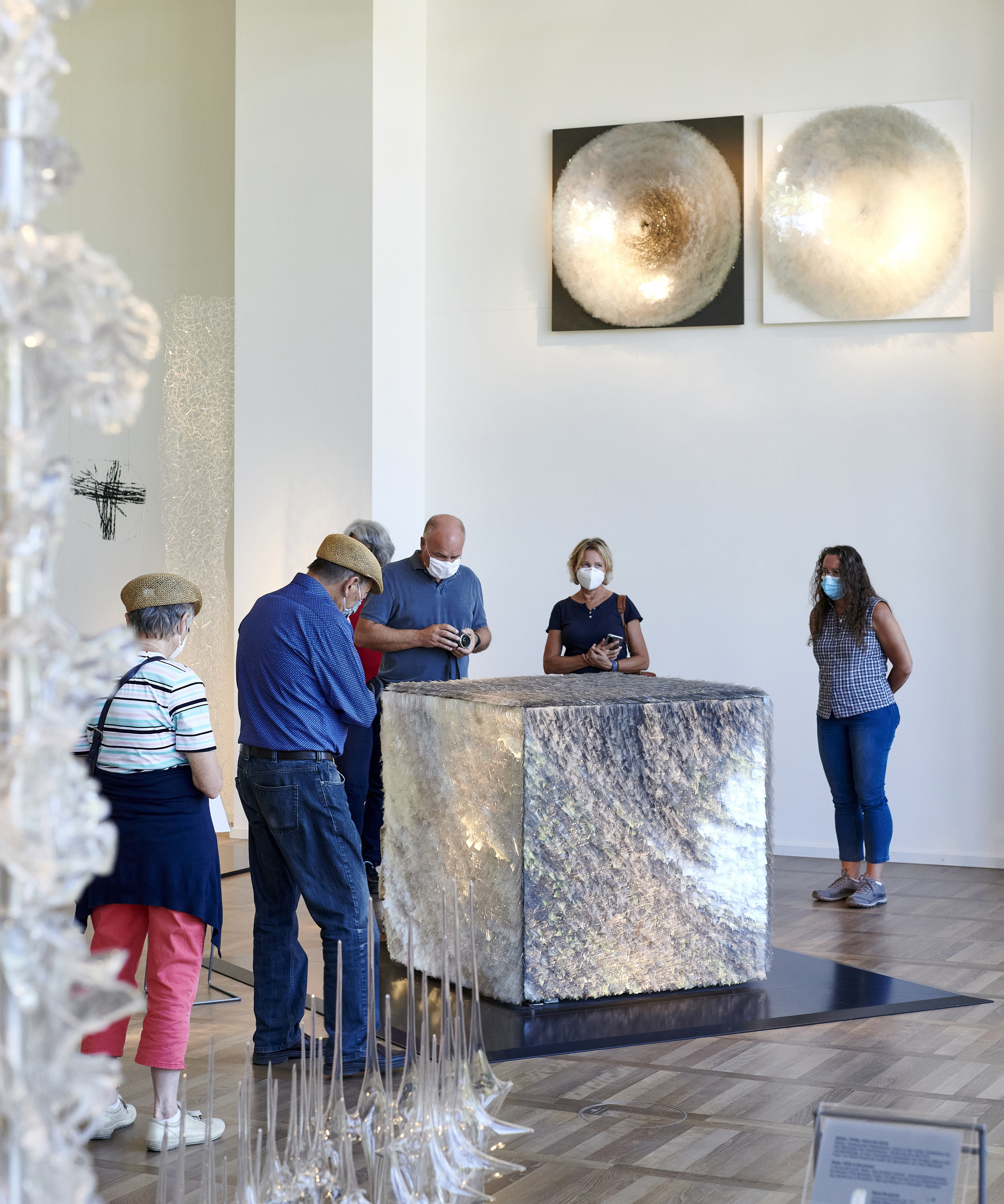
Werke aus Display-Glas, von Josepha Gasch-Muche (3. Coburger Glaspreis 2006)

Der 3. Coburger Glaspreis, der nach längerer Pause im Jahr 2006 ausgeschrieben wurde, zeigte erneut einen deutlichen künstlerischen Wandel. Die Objekte wurden nun zunehmend größer, zudem wurden häufig verschiedene Techniken und Materialien kombiniert. Auch Installationen und Lichtobjekte waren nun vertreten. Den ersten Preis gewann die deutsche Künstlerin Josepha Gasch-Muche (geb. 1944) mit zwei monumentalen Rundbildern aus geschichteten Glasplättchen. Gasch-Muche, von der in der Folge auch der großformatige Glaskubus 11.06.07 erworben werden konnte, steht exemplarisch für jene mit Glas arbeitenden Künstler, die keine handwerkliche Ausbildung in diesem Bereich haben: Sie war zunächst als Zeichnerin und Malerin tätig, ehe sie das Material Glas in Form von dünnem Displayglas für sich entdeckte und hier neue, collageartige Gestaltungsmöglichkeiten aufzeigte. Die erfolgreiche Durchführung des 3. Coburger Glaspreises und die damit einhergehende Erweiterung der Coburger Sammlung mündeten in der Planung des Museumsneubaus.

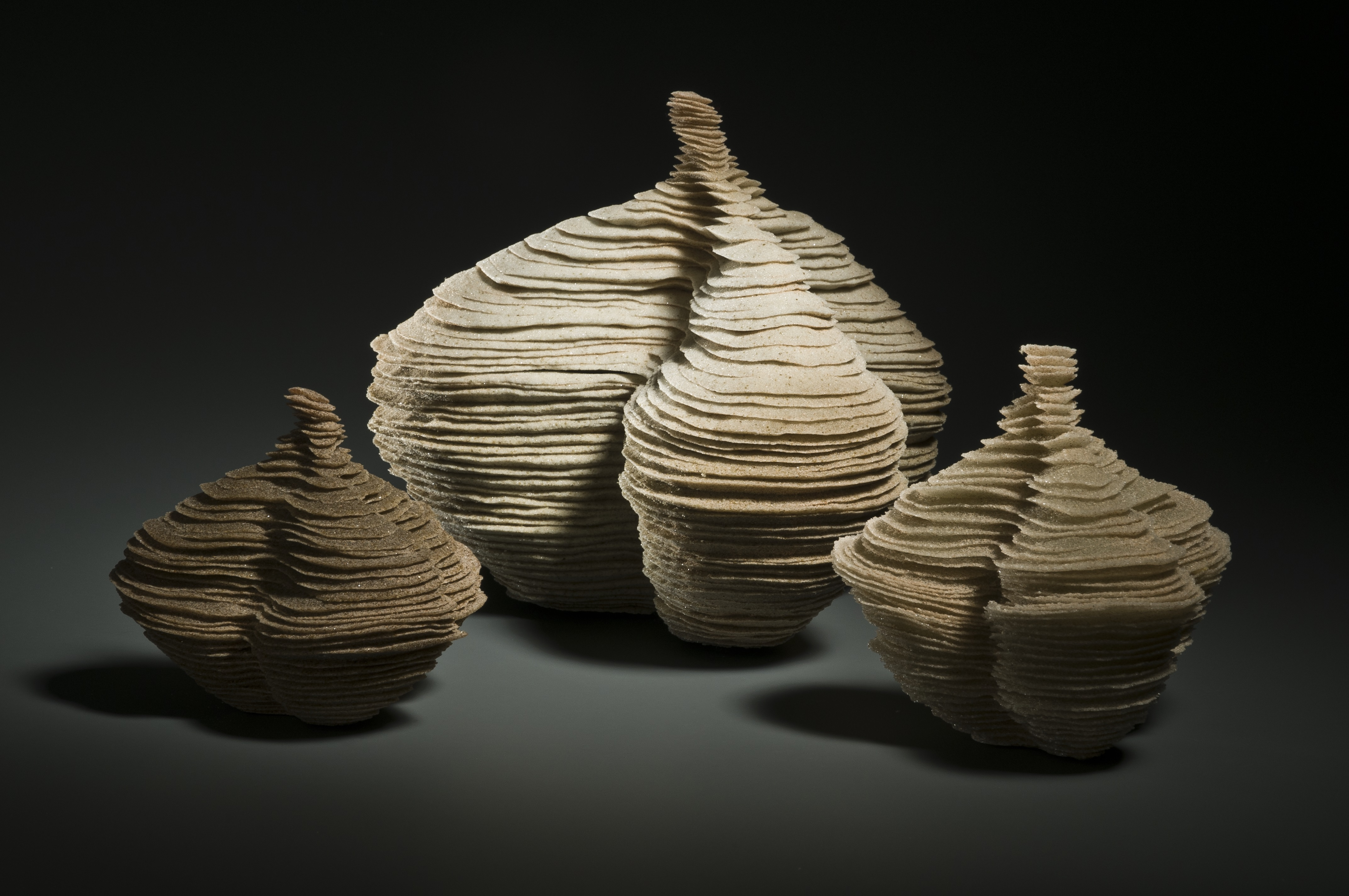
Karen Lise Krabbe: Blind Boxes for NoThing, Pâte de Verre (4. Coburger Glaspreis 2014)

Den 4. Coburger Glaspreis im Jahr 2014 richteten die Kunstsammlungen in Kooperation mit der Alexander Tutsek-Stiftung aus. Die begleitende Werkschau erstreckte sich erstmals auf zwei Standorte, die Veste Coburg und das Europäische Museum für Modernes Glas. Die Jury, die sich wie schon beim 3. Glaspreis aus international anerkannten Experten zusammensetzte, wählte Arbeiten von 150 Künstlern aus 26 Nationen aus. Die Bandbreite der eingesetzten Materialien, Medien und Techniken war noch größer als 2006 – Glas wird nun etwa mit Holz, Metall, Eisen, Photographie oder Film kombiniert, was neue Lösungen zur Umsetzung künstlerischer Ideen ermöglicht. Zu verzeichnen ist ferner ein Trend hin zu gesellschaftsrelevanten Themen im Zeitalter der Globalisierung. Den ersten Preis gewann die Dänin Karen Lise Krabbe (geb. 1955) mit drei magisch wirkenden Gefäßen aus Pâte de Verre, die wie aus Sandschichten geformt erscheinen und damit die illusionistischen Gestaltungsmöglichkeiten des Werkstoffs Glas vor Augen führen.
Im Internationalen Jahr des Glases 2022 fand der 5. Coburger Glaspreis statt. Dieser wurde von den Kunstsammlungen der Veste Coburg erneut in Kooperation mit der Alexander Tutsek-Stiftung sowie zahlreichen Förderern ausgerichtet. Wie sich anhand der knapp 100 nominierten Werke zeigt, herrscht in der internationalen Glaskunst-Szene weiterhin materielle, mediale und technische Vielfalt vor. Insbesondere der 2014 festgestellte Trend zu aktuellen gesellschaftlichen Fragen verfestigt sich. Neben künstlerischen Positionen zu Klimawandel und Nachhaltigkeit finden sich solche zu politischer Unterdrückung und zur Corona-Krise. Deutlich zeigt sich auch die Tendenz, Glas nicht nur als spezielles Material, sondern als bedeutungsreiches, vielschichtiges Medium zu nutzen. Der erste Preis ging an die Norwegerin Æsa Björk. Ihrem Werk „Fragments“, das aus zwei großen, konvexen Linsen besteht, liegt eine besonders anspruchsvolle Herstellungstechnik zugrunde. Die silberne, teils durchbrochene und blasige Oberfläche und die verspiegelte Innenseite sorgen für Lichtreflexe, die an die Entstehung des Universums erinnern.
Aufschlussreich ist nicht zuletzt die geographische Verteilung der Wettbewerbsteilnehmer. Standen bei den ersten drei Glaspreisen Bewerbungen aus Deutschland und der Tschechischen Republik zahlenmäßig an erster und zweiter Stelle, so dominierte 2014 erstmals Großbritannien. 2022 bestätigte sich diese Entwicklung, die vor allem auf die zahlreichen exzellenten Ausbildungsstätten im Vereinigten Königreich zurückzuführen ist.

### Wachsende Sammlung
Die Sammlung des Europäischen Museums für Modernes Glas geht in ihrem Kernbestand auf die Coburger Glaspreise zurück und wird aber auch jenseits dieses Künstlerwettbewerbs kontinuierlich durch Ankäufe und Stiftungen erweitert. Sie ist inzwischen auf rund 1.400 Objekte angewachsen (Stand: 2022). Neben dem europäischen Sammlungsschwerpunkt sind auch wichtige künstlerische Positionen aus den USA und Japan vertreten.
Einen herausragenden Zuwachs aus jüngster Zeit stellt die 300 Objekte umfassende Fulvio Bianconi-Sammlung des Ehepaars Ursula und Rainer Losch dar, die 2018 als Stiftung und Dauerleihgabe in das Europäische Museum für Modernes Glas kam. Fulvio Bianconi zählt zu den einflussreichsten Entwerfern in der Blütezeit der venezianischen Glaskunst der 1950er bis 1970er Jahre. Seine Entwürfe wurden in Kleinserien von verschiedenen venezianischen Glashütten ausgeführt und ergänzen thematisch das im Glasmuseum ansonsten dominierende Einzelobjekt.

## Der Bau
Das Museum wurde 2008 nach Plänen des Coburger Architekten Albert Wagner als Saalbau am Rand des Schlossparks Rosenau im Gegenüber und als bauliches Pendant zur Orangerie errichtet. Initiative und Realisierung sind dem Engagement des Coburger Unternehmers und Mäzens Otto Waldrich und der von ihm eingerichteten „Stiftung Glasmuseum Rosenau“ zu verdanken. Einen großen Teil der Investition in Höhe von rund 5,17 Millionen Euro trug Waldrich. Das in Trägerschaft der Stiftung errichtete Museumsgebäude wurde 2014 unentgeltlich an die Bayerische Schlösserverwaltung übereignet, die für Schloss und Park Rosenau zuständig ist und nun auch den Bauunterhalt des Museumsgebäudes gewährleistet.
Der langgestreckte Bau mit breiter Fensterfront besitzt 1.260 m² Ausstellungsfläche sowie großflächige Depoträume. Im Erdgeschoss und auf der Galerie im Obergeschoss ist die Dauerausstellung eingerichtet, die die Entwicklung und die technisch-mediale Vielfalt moderner Glaskunst vor Augen führt. Im Obergeschoss finden sich zudem Bereiche für Sonderausstellungen und ein Lampenglasstudio.

## Ein lebendiges Forum für Glaskunst

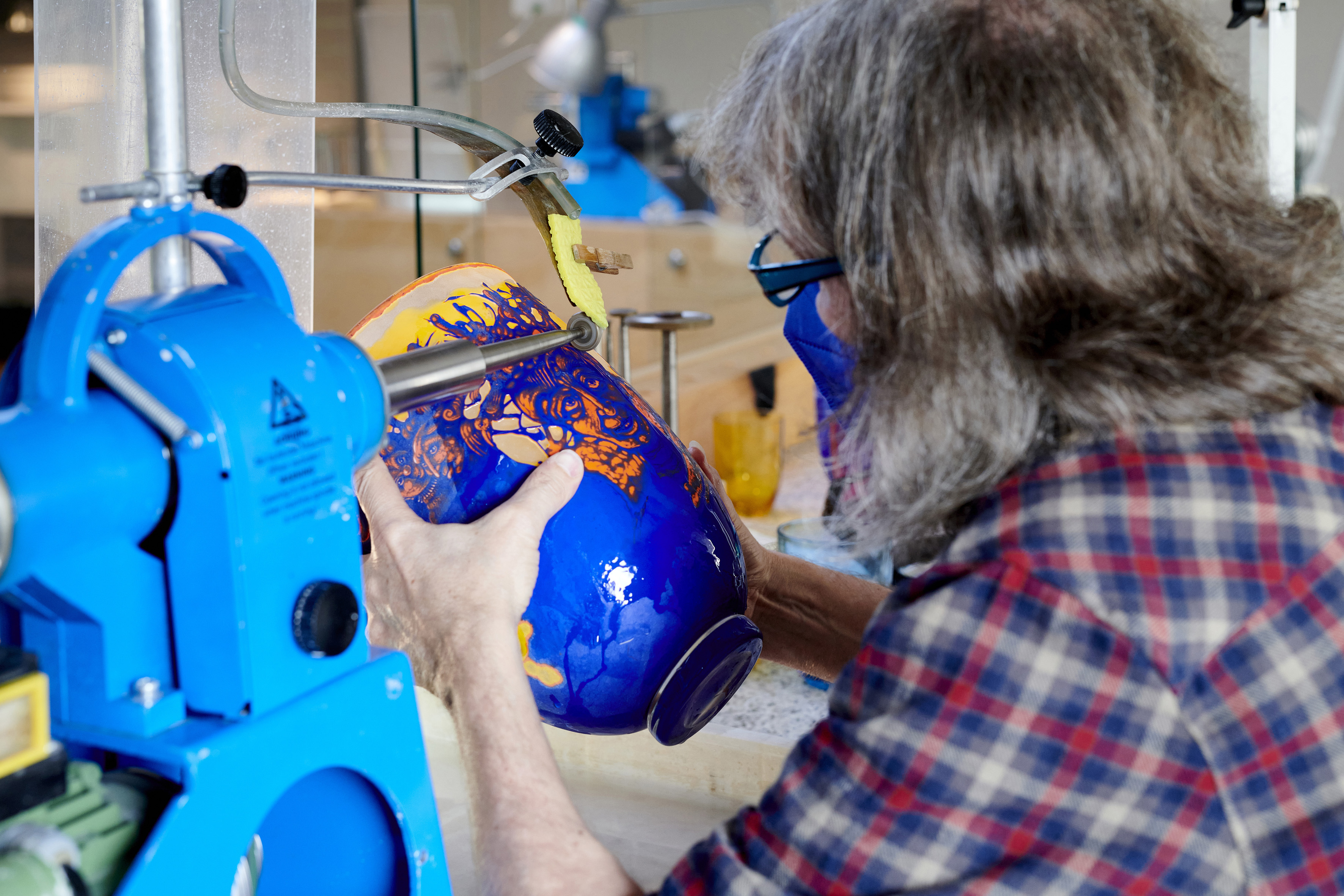
Im hauseigenen Lampenglasstudio: Workshop 2021

Das Europäische Museum für Modernes Glas versteht sich als lebendiges Museum und Forum für die Kunst aus Glas. Anhand der gezeigten Werke, der didaktisch aufbereiteten Erklärungen zu Glasherstellung und Verarbeitungstechniken, Glaszentren und Künstlerpersönlichkeiten, erhalten die Besucher einen umfassenden Einblick in die Besonderheiten und Entwicklung moderner Glasgestaltung. Regelmäßig organisierte Sonderausstellungen präsentieren international tätige Künstler, europäische Glaszentren und ausgewählte Objekte. Sie stellen verschiedene Glastechniken sowie aktuelle Tendenzen im Glas vor. Ein international ausgerichtetes Ausstellungsprogramm betont das europäische Profil des Museums. Besondere Bedeutung wird der Förderung junger Künstler, etwa durch die Präsentation von Hochschulabsolventen, beigemessen.
Das museumseigene Lampenglasstudio steht mit seinen fünf Tischbrennern und einem Kühlofen Künstlern, Kunsthandwerkern und auch Laien zur Verfügung. In Workshops mit internationaler Beteiligung können Besucher den komplexen Entstehungsprozess eines Kunstwerks verfolgen und mit den Kunstschaffenden in unmittelbaren Dialog treten. In speziellen Kursen sowie in Publikumsveranstaltungen dürfen auch Kinder ab sechs Jahren am Tischbrenner arbeiten.
Das Museum hat sich zudem als regionaler Veranstaltungsort für Lesungen, szenische Aufführungen und Konzerte, in denen auch auf Instrumenten aus Glas musiziert wird, etabliert.

## Studiensammlung Moderne Keramik

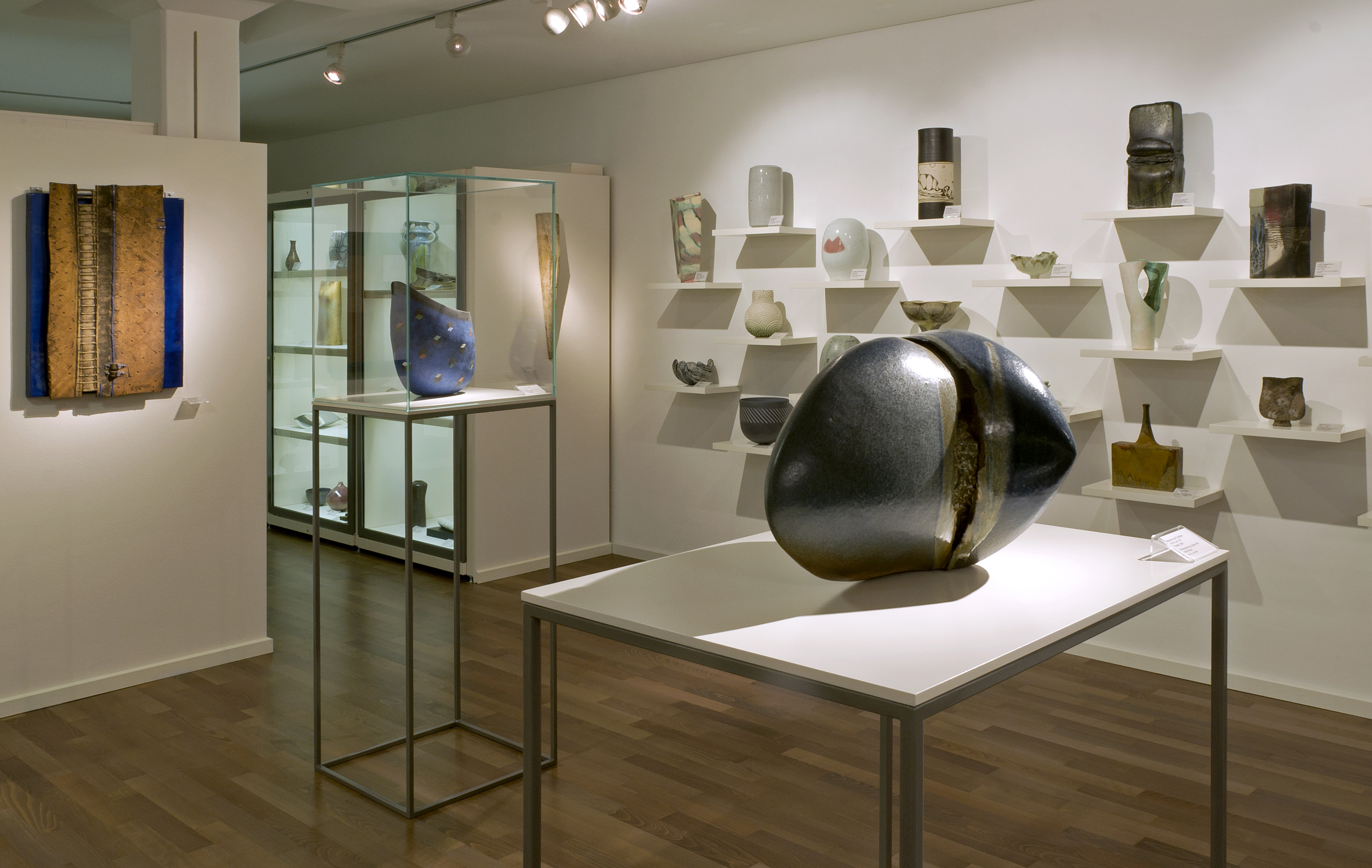
Studiensammlung Keramik – mit Werken von 250 Künstlern

Im Untergeschoss des Museums wird mit der Studiensammlung Moderne Keramik ein dem Glas eng verwandter Werkstoff präsentiert. Gezeigt werden über 500 Arbeiten von über 250 internationalen Künstlern. Es ist die größte Präsentation an moderner Keramik im süddeutschen Raum. Von einigen Künstlern, darunter Gretel Eisch, sind Werke sowohl aus Keramik als auch aus Glas zu entdecken, was die enge Verbundenheit der beiden Werkstoffe verdeutlicht.
Die Kunstsammlungen der Veste Coburg hatten in den 1970er Jahren begonnen, moderne Keramik auszustellen und zu sammeln. 1975 wurde der Richard Bampi Preis zur Förderung junger Keramiker in Coburg ausgerichtet, ein nationaler Wettbewerb mit begleitender Ausstellung, der in dreijährigen Abständen an wechselnden Orten stattfindet. 1976, 1980 und 1984 folgte der Ausstellungszyklus „Keramik heute in Bayern“ mit aktuellen Arbeiten von in Bayern tätigen Keramikern. Von diesen Ausstellungen konnten wichtige Werke dauerhaft übernommen werden. Entsprechend liegt der Schwerpunkt der Sammlung auf deutscher Keramik, doch gibt es auch herausragende internationale Arbeiten, insbesondere aus Großbritannien, Frankreich, den Niederlanden, Skandinavien sowie Amerika, Korea und Japan.
Die Studiensammlung Moderne Keramik wurde 2012 eingerichtet und zeigt einen repräsentativen Querschnitt der umfangreichen Coburger Sammlung. Inhaltlich liegt der Fokus auf den 1970er bis 1990er Jahren, didaktisch ist die Präsentation als Studiensammlung angelegt. In 30 Vitrinen wird in alphabetischer Ordnung ein repräsentativer Querschnitt gezeigt. Dazu werden in einer freien Aufstellung Hauptstücke nach thematischen Gesichtspunkten gruppiert. Zu sehen sind traditionelle Gefäßkeramiken wie Vasen und Schalen, dazu Wandreliefs sowie abstrakte und figürliche Skulpturen.

## Galerie

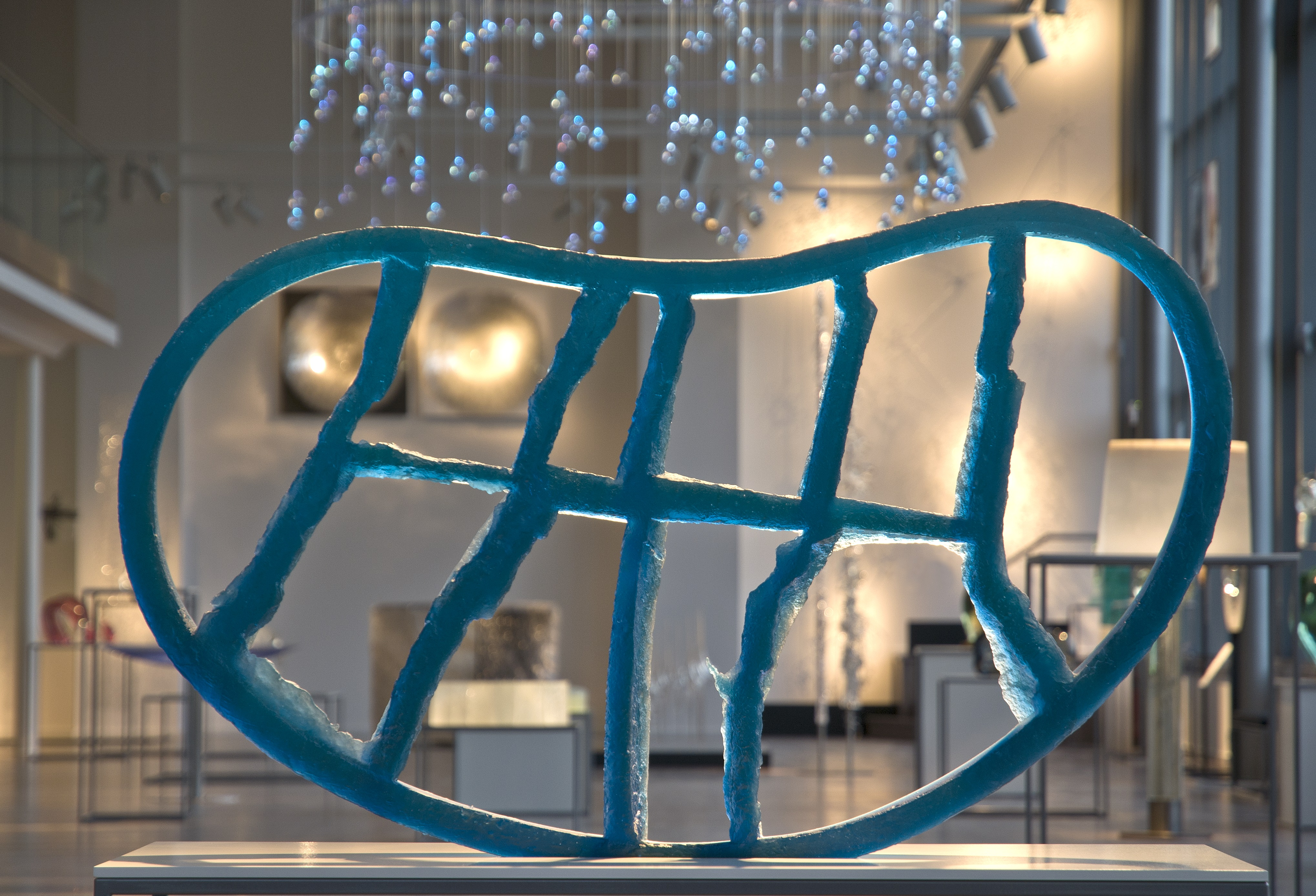
Zora Palová: Zelle, Blau-grünes Glas, 2005
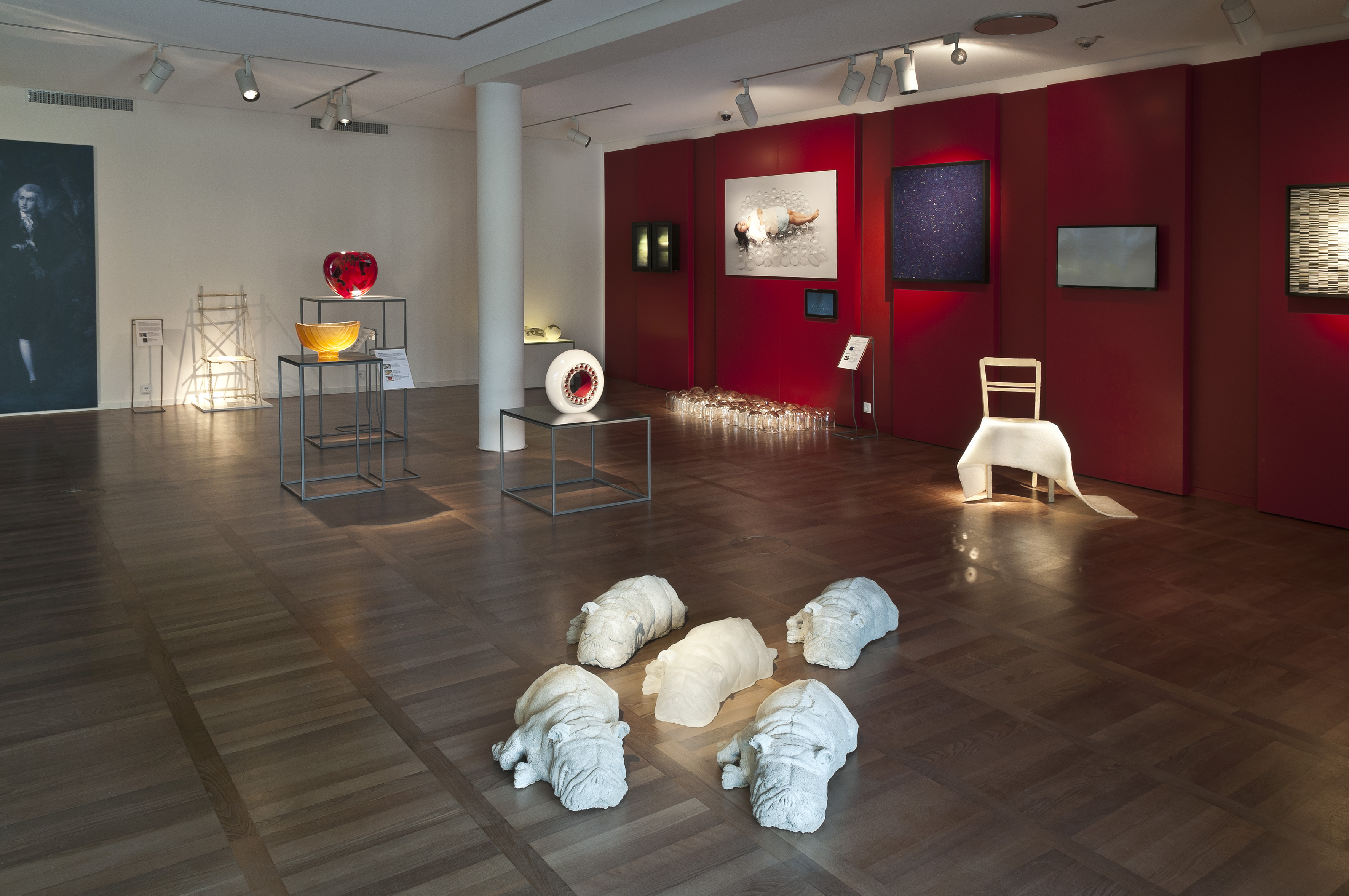
Blick in die Dauerausstellung
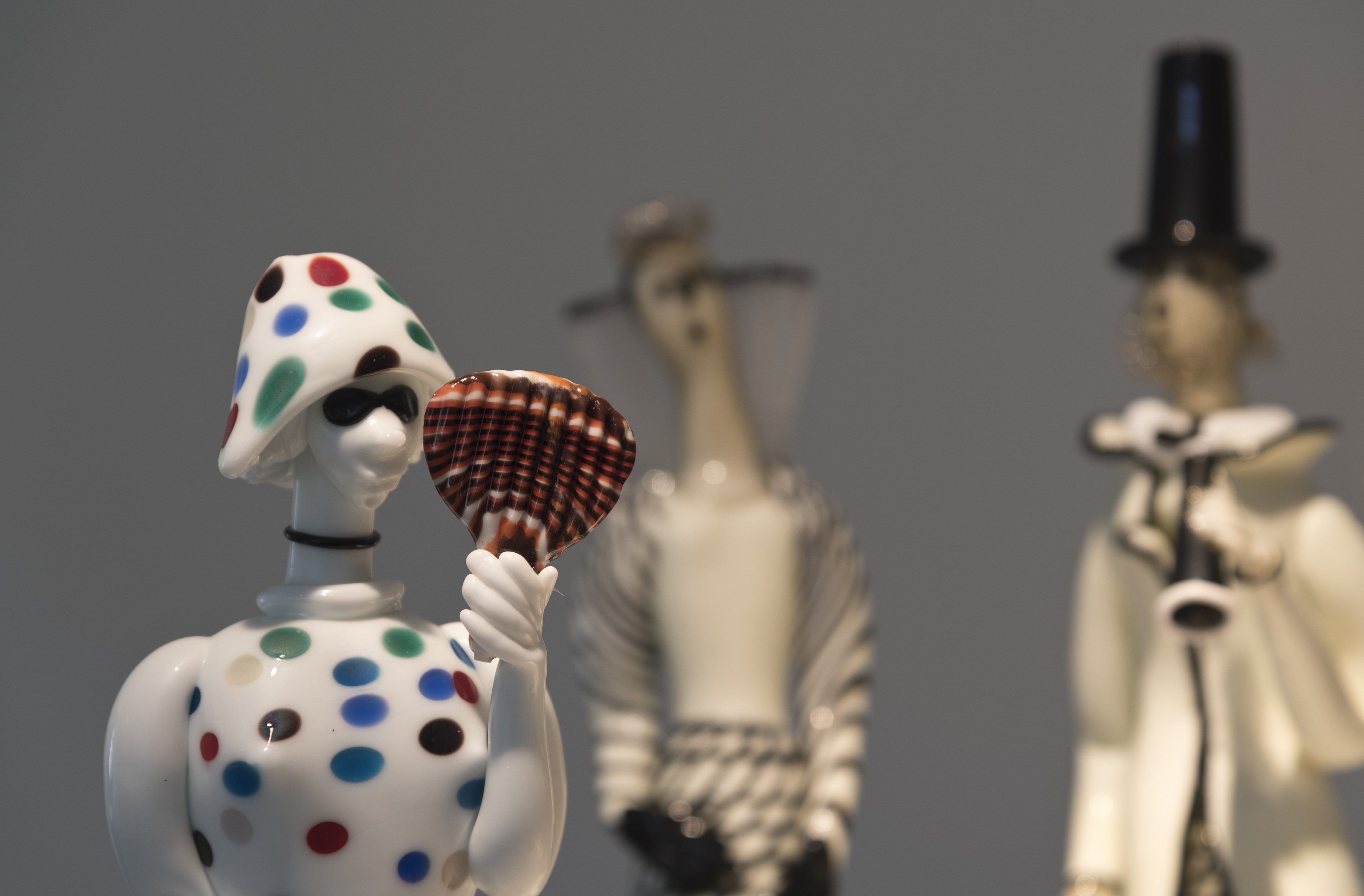
Fulvio Bianconi, Figuren („Costumi regionali“, „Commedia dell’Arte“)
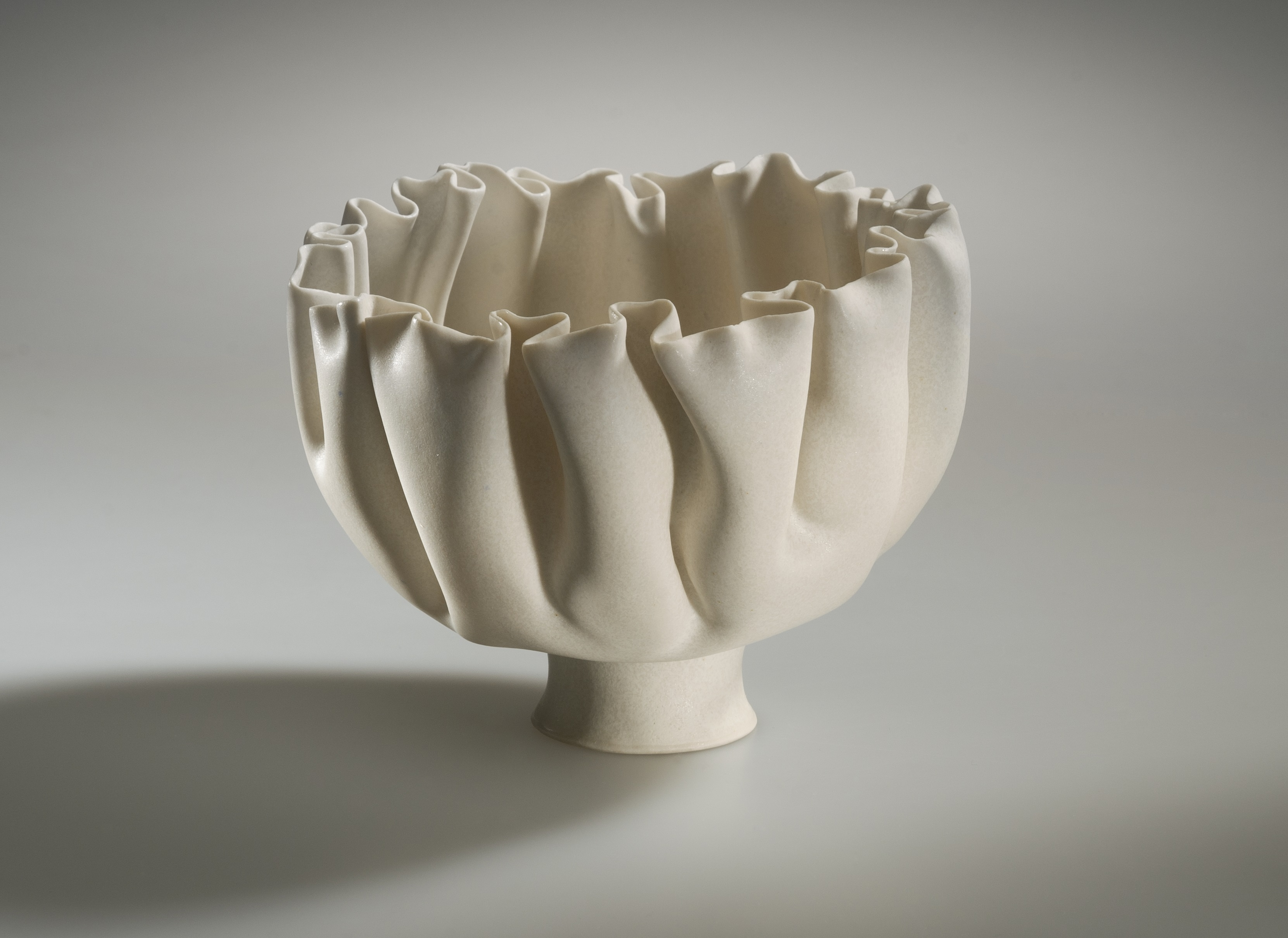
Mary Rogers: Schale, Steinzeug, um 1983

### Allgemeines
- Clementine Schack von Wittenau: Neues Glas und Studioglas. Ausgewählte Objekte aus dem Museum für Modernes Glas / New Glass and Studio Glass. Selected Works from the Museum of Modern Glass. Hrsg.: Klaus Weschenfelder. Schnell & Steiner, Regensburg 2004, ISBN 3-7954-1619-1.
- Sven Hauschke: Das Europäische Museum für Modernes Glas. Ein Rundgang durch die Sammlung (= Museumsstück). Deutscher Kunstverlag, München/Berlin 2018, ISBN 978-3-422-02446-5.
- Sven Hauschke: The European Museum of Modern Glass. A tour of the collection (= Museumsstück). Deutscher Kunstverlag, München/Berlin 2019, ISBN 978-3-422-98027-3.

### Coburger Glaspreis
- Klaus Weschenfelder (Hrsg.): Coburger Glaspreis für zeitgenössische Glaskunst in Europa / Coburg Glass Prize for Contemporary Glass in Europe 2006. Coburg 2006, ISBN 3-87472-086-1.
- Sven Hauschke, Klaus Weschenfelder (Hrsg.): Coburger Glaspreis 2014 / The Coburg Prize for Contemporary Glass 2014. Schnell & Steiner, Regensburg 2014, ISBN 978-3-7954-2854-9.
- Sven Hauschke (Hrsg.): Coburger Glaspreis 2022 / The Coburg Prize for Contemporary Glass 2022. Michael Imhof Verlag, Petersberg 2022, ISBN 978-3-7319-1194-4.